# Mikołaj Potocki (hetman)
Mikołaj Potocki herbu Pilawa (ur. ok. 1593, zm. 20 listopada 1651) – kasztelan krakowski w latach 1646–1651, hetman wielki koronny w latach 1646–1651, hetman polny koronny w latach 1637–1646, wojewoda bracławski w latach 1636–1646, pisarz polny koronny w latach 1629–1637, starosta podolski w latach 1631–1642/1643, starosta grodowy lubelski i latyczowski, starosta niegrodowy czerkaski w 1639 roku, starosta smotrycki w 1615 roku, barski, starosta ostrski, starosta niżyński w 1636 roku, rotmistrz królewski w 1609 roku.

## Życiorys
Syn Jakuba Potockiego i jego pierwszej żony Jadwigi Prusinowskiej (zm. 1604).
W latach 1604–1609 studiował na Akademii Zamojskiej. Już w 1611 brał udział w walkach pod Smoleńskiem. W 1620 jako rotmistrz pod Cecorą dostał się do niewoli tureckiej. Po powrocie z niej brał udział w szeregu kampanii wojennych, szczególnie przeciwko Szwedom na Pomorzu w 1627. Na przełomie 1626/1627 po odjeździe hetmana polnego Stanisława Koniecpolskiego na sejm toruński jako pułkownik dowodził całością wojsk walczących przeciwko Szwedom. W 1633 jako świeżo mianowany generał ziem podolskich wraz z Jeremim Wiśniowieckim i Stanisławem Koniecpolskim rozbił pod Paniowcami wojska tureckie dowodzone przez Abazy paszę. Poseł na sejm ekstraordynaryjny 1634 roku. W 1636 został pisarzem polnym koronnym i wojewodą bracławskim.
W 1637 mianowany hetmanem polnym koronnym, 16 grudnia 1637 pokonał zbuntowanych Kozaków Pawluka pod Kumejkami.

Między Bohusławiem i Moszną – Kumyki pamiętne zwycięstwem nad Pawlukiem 1634 Mikołaja Potockiego. W téj bitwie dał się poznać Stefan Czarniecki, rotmistrz wtedy husarski. Najbardziej do zwycięstwa się przyczynił Piotr Łaszcz

W 1638 wybuchło kozackie powstanie Ostranicy, w trakcie którego wziął udział w zwycięskiej bitwie pod Żowninem. Polski historyk Szymon Okolski towarzyszył hetmanowi polnemu Mikołajowi Potockiemu w wyprawach w 1637 i 1638 r., które to opisał w swoich dziełach; Dyariusze Okolskiego stanowią bardzo ważny materiał do historii tego okresu.
Po rozgromieniu Kozaków otrzymał na Ukrainie Naddnieprzańskiej wielkie nadania ziemskie. Od 1646 kasztelan krakowski (po Jakubie Sobieskim), a następnie hetman wielki koronny (po śmierci Stanisława Koniecpolskiego). W 1646 roku pozornie opowiedział się przeciw królewskim planom wojny z Turcją. Hetman natomiast popierał wojnę z Chanatem Krymskim, co równałoby się konfliktowi z Turcją.
W 1647 dwukrotnie wstawiał się za pokrzywdzonym Bohdanem Chmielnickim u starosty czehryńskiego Aleksandra Koniecpolskiego. Jako najwyższy zwierzchnik rejestrowych niepokoił się uciskiem Kozaków przez starostów. W liście do kanclerza Jerzego Ossolińskiego domagał się powołania komisji dla rozpatrzenia ich krzywd.
Mimo zakazu króla Władysława IV Wazy po wybuchu powstania Chmielnickiego w 1648 wyruszył na Ukrainę i po klęsce nad Żółtymi Wodami, pobity został pod Korsuniem i znalazł się na dwa lata w niewoli tatarskiej. Do klęski w znacznej mierze miał się przyczynić alkoholizm hetmana.
W kwietniu 1650 powrócił z jasyru i 28–30 czerwca 1651 wziął udział w bitwie pod Beresteczkiem z połączoną armią kozacko-tatarską. Po odłączeniu się króla Jana Kazimierza przejął dowództwo nad armią koronną. Po zwycięstwie pod Beresteczkiem Potocki nie wykorzystał sytuacji i bardzo powoli, w tempie poniżej 10 km dziennie, prowadził armię koronną, zarządzając długie postoje (np. pod Pawołoczą 10 dni, gdzie zmarł Jeremi Wiśniowiecki). Dało to Chmielnickiemu czas na odbudowę armii. Po połączeniu pod Wasilkowem z armią litewską hetmana polnego Janusza Radziwiłła, w sierpniu i wrześniu 1651 roku prowadził dalsze działania przeciw Kozakom i Tatarom.
Podczas bitwy pod Białą Cerkwią po sukcesie odniesionym przez litewskie wojska Janusza Radziwiłła, Mikołaj Potocki odmówił włączenia do boju dodatkowych chorągwi, przez co została utracona szansa na całkowite rozbicie sił Chmielnickiego. Spowodowało to, że bitwa została nierozstrzygnięta i zawarto 18 września 1651 niesatysfakcjonującą żadnej strony ugodę białocerkiewską.
Zmarł 20 listopada 1651 w Chmielniku. 15 kwietnia 1652 został uroczyście pochowany w kościele Dominikanów w Jezupolu, który służył jako grób rodzinny ojca Jakuba Potockiego i jego potomków.
Jego synami byli Piotr, Stefan i Mikołaj z małżeństwa z Zofią z Firlejów oraz Jakub i Dominik z małżeństwa z Elżbietą z Kazanowskich.
Jego posiadłość to: Potok Złoty (część), Zahajpol, Jezupol, Tyśmienica, Bohorodczany, „klucz Brajłowski” z Potokiem i Stanisławczykiem na Podolu. W 1630 r. ufundował kościół i klasztor dominikanów w Tyśmienicy. Nie zostawił testamentu.